# Äiamaa
Äiamaa – wieś w Estonii, w prowincji Järva, w gminie Türi.